# Mr. Bad Guy
Mr. Bad Guy – wydany w 1985 pierwszy solowy album Freddiego Mercury’ego. 
Styl muzyczny albumu nie ma nic wspólnego z muzyką Queen. Większość utworów utrzymanych jest w stylu pop, chociaż występuje również nagrany z udziałem orkiestry tytułowy utwór „Mr. Bad Guy” czy utrzymany w rytmie reggae „My Love Is Dangerous”, a także liryczne ballady jak np. „Love Me Like There's No Tomorrow".
Freddie Mercury o albumie: „W ten album włożyłem całe serce i duszę. Jest znacznie bardziej rytmiczny niż muzyka Queen, ale znalazło się na nim także kilka wzruszających - jak sądzę - ballad. Wszystkie piosenki traktują o miłości, mają wiele wspólnego ze smutkiem i bólem. Jednocześnie są dość trywialne i żartobliwe - takie jak moja natura. Od dość dawna nosiłem się z zamiarem nagrania solowego albumu, koledzy z zespołu bardzo zachęcali mnie do tego. Chciałem, aby był możliwie maksymalnie różnorodny stylistycznie - aby znalazło się na nim miejsce i dla piosenek w stylu reggae, i dla takich, które oparte są na potężnym brzmieniu orkiestry symfonicznej”.
Na albumie umieszczono dedykację: „Specjalne podziękowania dla Briana, Rogera i Johna za nie wtrącanie się. Specjalne podziękowania dla Mary Austin, Barbary Valentin za wielkie cyce i złe prowadzenie się, Winnie za wikt i opierunek. Ten album dedykuję mojemu kotu Jerry’emu – także Tomowi, Oscarowi i Tiffany i wszystkim miłośnikom kotów we wszechświecie – chrzanić pozostałych”.

## Lista utworów
1. „Let's Turn It On”
2. „Made in Heaven”
3. „I Was Born to Love You”
4. „Foolin' Around”
5. „Your Kind Of Lover”
6. „Mr. Bad Guy”
7. „Man Made Paradise”
8. „There Must Be More To Life Than This”
9. „Living on My Own”
10. „My Love Is Dangerous”
11. „Love Me Like There's No Tomorrow”